# Trond Gilberg
Trond Gilberg (* 9. Januar 1940 in Lillehammer; † 7. Juli 2022 in Olongapo City, Philippinen) war ein US-amerikanischer Politikwissenschaftler und Hochschullehrer.

## Leben und Wirken
Der aus Norwegen stammende Trond Gilberg studierte Politikwissenschaft, Geschichte und Wirtschaftswissenschaft in den USA und erwarb dort die US-amerikanische Staatsbürgerschaft. Sein gesamtes Studium absolvierte er an der University of Wisconsin-Madison, wo er 1969 zum Ph.D. promovierte. Von 1969 bis 1991 lehrte er Politikwissenschaft an der Pennsylvania State University, seit 1983 auf einer ordentlichen Professur. Von 1985 bis 1991 leitete er dort das „Department of Political Science“. Hinzu kamen einige Gastprofessuren, so am U.S. Army War College in Carlisle, der U.S. Military Academy in Westpoint, der University of Washington und der Christian-Albrechts-Universität zu Kiel (Sommersemester 1976). Im Zusammenhang mit einer juristischen Auseinandersetzung musste er seine Professur 1991 an der Pennsylvania State University aufgeben. Von 1993 bis 2001 lehrte er dann an der National University of Singapore. Im Jahre 2002 wechselte er nach Kambodscha und hatte dort bis 2022 eine Professur an der privaten Paññāsāstra University of Cambodia in Phnom Penh inne, wo er außerdem die Funktion eines Dekans hatte. 2020 wurde er als Berater des kambodschanischen Außenministeriums berufen.
In seiner wissenschaftlichen Tätigkeit beschäftigte sich Gilberg als Osteuropa-Experte vor allem mit den kommunistischen politischen Systemen in Osteuropa, vor allem in Rumänien, außerdem mit kommunistischen Parteien in Westeuropa.

## Veröffentlichungen (Auswahl)
Monographien
- The Soviet Communist Party and Scandinavian communism. The Norwegian case. Universitetsforlaget, Oslo 1973, ISBN 82-00-08909-6.
- Modernization in Romania since World War II. Praeger, New York 1975, ISBN 0-275-28783-1.
- (Hrsg., mit Jeffrey Simon): Security implications of nationalism in Eastern Europe. Westview Press, Boulder, Colo. 1986, ISBN 0-8133-7047-7.
- (Hrsg.): Coalition strategies of Marxist parties. Duke University Press, Durham, N.C. 1989, ISBN 0-8223-0849-5.
- Nationalism and communism in Romania. The rise and fall of Ceausescu's personal dictatorship. Westview Press, Boulder, Colo. 1990, ISBN 0-8133-7497-9.
- (Hrsg.): Social changes in Asia and Europe in the age of globalization. Asia-Europe Foundation, Singapore 2001.

Aufsätze
- Ceaucescus „kleine Kulturrevolution“ in Rumänien. In: Osteuropa, Bd. 22 (1972), S. 717–728.

- Ceaucescu's Romania. In: Problems of communism, Bd. 23 (1974), S. 29–43.

- Patterns of Nordic communism. In: Problems of communism, Bd. 24 (1975), S. 20–35.

- Political leadership at the regional level in Romania. The case of the Judet Party, 1968–1973. In: East European quarterly, Bd. 9 (1975), S. 97–111.

- Romania. Problems of the multilaterally developed society. In: Charles Gati (Hrsg.): The politics of modernization in Eastern Europe. Testing the Soviet model. Praeger, New York 1976, S. 117–159, ISBN 0-275-28781-5.

- Ethnic minorities in Romania under socialism. In: Bernard Lewis Faber (Hrsg.): The Social structure of Eastern Europe. Praeger, New York 1976, S. 195–226, ISBN 0-275-55590-9.

- Yugoslavia, Albania, and Eastern Europe. In: Charles Gati (Hrsg.): The international politics of Eastern Europe. Praeger, New York 1976, S. 103–130, ISBN 0-275-55960-2.

- The Communist Party of Romania. In: Stephen A. Fischer-Galati (Hrsg.): The communist parties of Eastern Europe. Columbia University Press, New York 1979, S. 281–325, ISBN 0-231-03591-8.

- Sweden, Norway, Denmark, and Iceland. The struggle between nationalism and internationalism. In: David Albright (Hrsg.): Communism and political systems in Western Europe. Westview Press, Boulder, Colo. 1979, S. 267–317, ISBN 0-89158-308-4.

- The costly experiment. Civilization of Romanian agriculture. In: Ronald A. Francisco (Hrsg.): The political economy of collectivized agriculture. Pergamon Press, New York 1979, S. 23–62, ISBN 0-08-023880-7.

- Communism in the Nordic countries. Denmark, Norway, Sweden and Iceland. In: David Childs (Hrsg.): The Changing face of Western communism. St. Martin's Press, New York 1980, S. 205–259, ISBN 0-312-12951-3.

- Peasant workers in Romania. In: William P. Avery (Hrsg.): Rural change and public policy. Eastern Europe, Latin America and Australia. Pergamon Press, New York 1980, S. 179–194, ISBN 0-08-023109-8.

- Romanian agricultural policy in the quest of „the multilaterally developed society“. In: Ronald A. Francisco (Hrsg.): Agricultural policies in the USSR and Eastern Europe. Westview Press, Boulder, Colo. 1980, S. 137–164, ISBN 0-89158-687-3.

- Eurocommunism and Romania. In: Vernon V. Aspaturian (Hrsg.): Eurocommunism between East and West. Indiana University Press, Bloomington 1980, S. 181–201, ISBN 0-253-20248-5.
- State Policy, Ethic Persistence and Nationality Formation in Eastern Europe. In: Peter F. Sugar (Hrsg.): Ethnic diversity and conflict in Eastern Europe. ABC-Clio, Santa Barbara, Calif. 1980, S. 185–235, ISBN 0-87436-297-0.

- The political order. In: Stephen Fischer-Galati (Hrsg.): Eastern Europe in the 1980s. Westview Press, Boulder, Colo. 1981, S. 121–168, ISBN 0-89158-198-7.

- The Soviets and the noncommunist left. In: Herbert J. Ellison (Hrsg.): Soviet policy towards Western Europe. Implications for the Atlantic Alliance. University of Washington Press, Seattle 1983, S. 130–158, ISBN 0-295-96035-3.

- Eastern European military assistance to the Third World. In: John F. Copper (Hrsg.): Communist nations' military assistance. Westview Press, Boulder, Colo. 1983, S. 72–95, ISBN 0-86531-296-6.

- On Eastern Europe. US policy to exploit the opportunities. In: Parameters, Bd. 14 (1984), S. 37–48.

- Eastern Europe at the crossroads. Contradictory tendencies of subservience and autonomy. In: Stefan Bethlen (Hrsg.): Europe and the superpowers. Political, economic, and miltiary policies in the 1980s. Westview Press, Boulder, Colo. 1985, S. 77–101, ISBN 0-86531-887-5.

- Religion and nationality in Romania. In: Sabrina P. Ramet (Hrsg.): Religion and nationalism in Soviet and East European politics. Duke University Press, Durham, N.C. 1989, S. 328–351, ISBN 0-8223-0891-6.

- (mit Jens Drews): Norway and Germany. Changing relations between Europe's periphery and center. In: Dirk Verheyen (Hrsg.): The Germans and their neighbors. Westview Press, Boulder, Colo. 1993, S. 137–157, ISBN 0-8133-8522-9.
- „Development“ as a goal and concept. Western scholarship on a controversial topic. In: Linda Low (Hrsg.): Singapore. Towards a developed status. Oxford University Press, Oxford 1999, S. 312–344, ISBN 0-19-588484-1.
- „Yugoslav“ nationalism at the end of the twentieth century. In: Leo Suryadinata (Hrsg.): Nationalism and globalization. Institute of Southeast Asian Studies, Singapore 2000, S. 1–37, ISBN 981-230-073-2.